# Oenothera utahensis
Oenothera utahensis là một loài thực vật có hoa trong họ Anh thảo chiều. Loài này được (Small) Garrett mô tả khoa học đầu tiên năm 1911.